# Ebenavia inunguis
Ebenavia inunguis là một loài thằn lằn trong họ Gekkonidae. Loài này được Boettger mô tả khoa học đầu tiên năm 1878.

## Hình ảnh

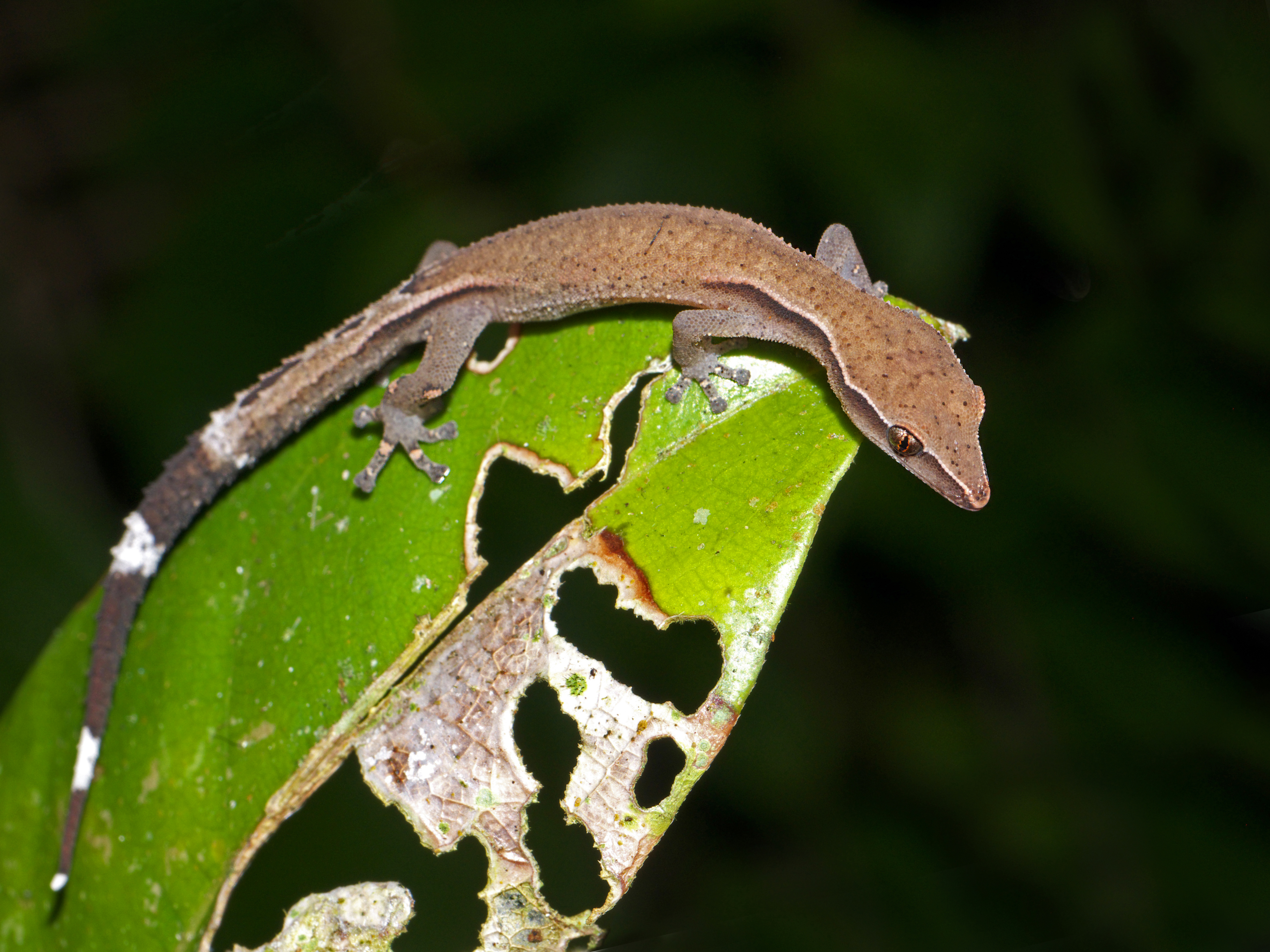
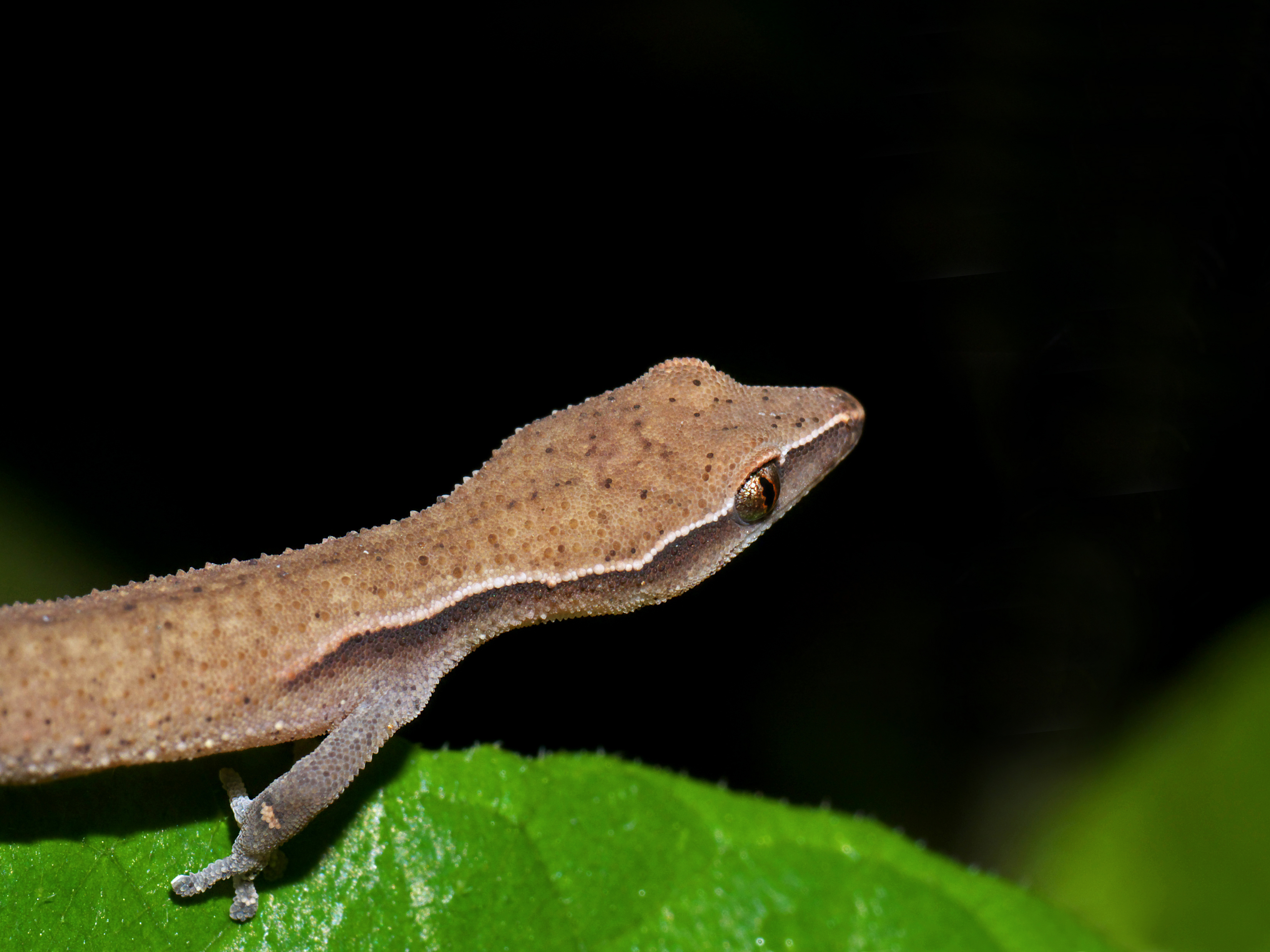
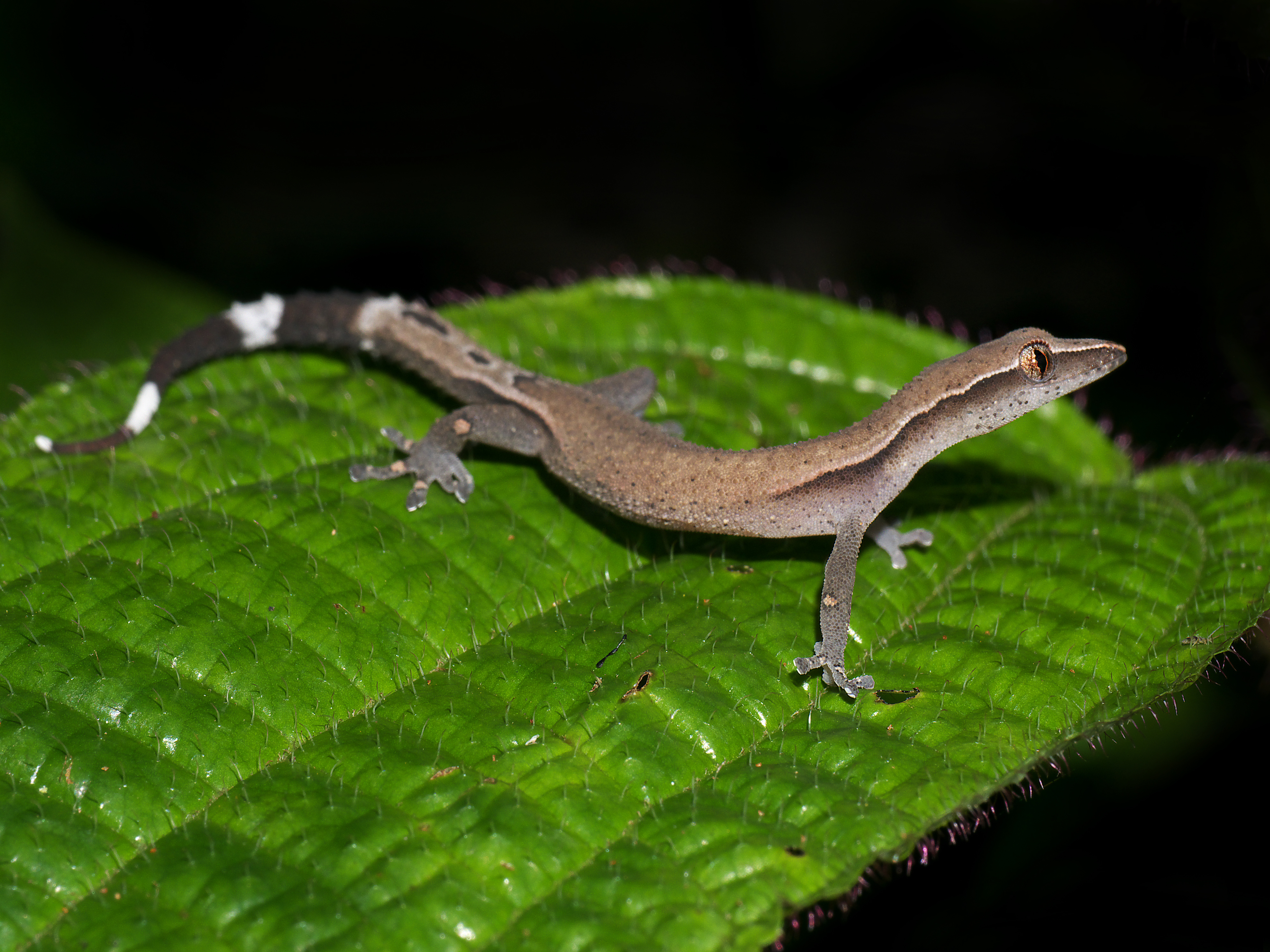